# Веретье (Горское сельское поселение)
Веретье — деревня в Солецком муниципальном округе Новгородской области России. До 2020 года входила в состав Горского сельского поселения.

## География
Деревня находится в западной части Новгородской области, в зоне хвойно-широколиственных лесов, в пределах Приильменской низменности, к югу от реки Шелони, к северу от автодороги 49К-12, на расстоянии примерно 16 километров (по прямой) к юго-западу от города Сольцы, административного центра района. Абсолютная высота — 53 метра над уровнем моря.

## История
Впервые упоминается в писцовых книгах Шелонской пятины Новгородской земли 1498 года как деревня Веретея, относилась к Илеменскому погосту .

### Климат
Климат района характеризуется как умеренно континентальный, влажный, с нежарким коротким летом и умеренно холодной зимой. Среднегодовая многолетняя температура воздуха составляет 4,4 °С. Средняя многолетняя температура самого холодного месяца (января) составляет −7,5 °С (абсолютный минимум — −38 °C); самого тёплого месяца (июля) —17,9 °C (абсолютный максимум — 33 °C). Безморозный период длится около 139 дней. Среднегодовое количество атмосферных осадков — 571 мм, из которых большая часть выпадает в тёплый период. Снежный покров держится в течение 126 дней.

### Часовой пояс
Деревня Веретье, как и вся Новгородская область, находится в часовой зоне МСК (московское время). Смещение применяемого времени относительно UTC составляет +3:00.

## Население
| Данные о населении | Данные о населении |
| 1885               | 2010               |
| ------------------ | ------------------ |
| 124                | ↘13                |

Согласно результатам переписи 2002 года, в национальной структуре населения русские составляли 100 % из 10 чел.